# Campeonato de Primera A 2021 (ACF)
La Primera "A" de 2021, nombrada como Copa Edgar Peña Gutiérrez, es la 101.ª edición de la máxima categoría de la Asociación Cruceña de Fútbol. El certamen se jugará con 14 equipos y empezará en 8 de mayo.

## Sistema de disputa
En esta temporada, los 14 equipos jugarán la primera fase repartidos en dos zonas de siete, disputándose rueda única (total de 7 fechas, con cada equipo quedando libre en alguna fecha). Los tres mejores de cada grupo avanzarán al hexagonal final, que a su vez se jugará en sistema de todos contra todos, nuevamente en rueda única (5 fechas) y clasificará a los tres primeros a la Copa Simón Bolívar.
Para esta gestión, la ACF determinó que no habrá descensos en ninguna de sus categorías debido a las consecuencias de la pandemia de COVID-19. Todavía, en el 2022 ya habrán tres descensos (dos directos y uno indirecto).

## Equipos participantes

### Entradas y salidas
Debido a la situación excepcional del año anterior donde no se jugó la Primera "A" ni la Primera "B" de la ACF, los recién ascendidos y descendidos llegan desde la gestión 2019. 
El ascendido desde la Primera "B" fue el Club Florida, equipo que así como Calleja pertenece a la Academia Tahuichi Aguilera y logró el cupo en la máxima categoría cruceña tras campeonar la categoría de plata en un partido extra ante Atlético Juniors (1-1 en el tiempo reglamentario y 4-3 en penales). Debido a los intercambios de equipos en la División Profesional, no hubo descensos directos en la gestión pasada, sino un descenso indirecto que se jugó entre Real América (último de la tabla acumulada) y Atlético Juniors donde los americanistas lograron mantener la categoría tras empatar 1-1 y ganar 4-2 en penales.
Además, llegan los descendidos de la División Profesional 2019, Destroyer's y Sport Boys Warnes (el último fue desafiliado debido a un W.O. en la última fecha).
| Pos | Ascendidos a la Primera A |
| --- | ------------------------- |
| 1º  | Florida                   |

| Pos     | Descendidos a la Primera B |
| ------- | -------------------------- |
| No hubo |                            |

| Pos | Descendidos desde la División Profesional |
| --- | ----------------------------------------- |
| 13º | Destroyer's                               |
| 14º | Sport Boys Warnes (Desafiliado)           |

### Información de los equipos
| Equipo                | Ciudad                  | Fecha de fundación       | Estadio                             | Capacidad |
| --------------------- | ----------------------- | ------------------------ | ----------------------------------- | --------- |
| 24 de Septiembre      | Santa Cruz de la Sierra | 24 de septiembre de 1969 | Estadio Edgar Peña                  | 20.000    |
| Academia FC           | Santa Cruz de la Sierra | 2013                     | Estadio Municipal Distrito 5        | ?         |
| Argentinos Juniors    | Santa Cruz de la Sierra | 24 de abril de 1975      | Estadio Edgar Peña                  | 20.000    |
| Calleja               | Santa Cruz de la Sierra | 1966                     | Estadio Edgar Peña                  | 20.000    |
| Deportivo Cooper      | Santa Cruz de la Sierra | 12 de julio de 1980      | ?                                   | ?         |
| Destroyer's           | Santa Cruz de la Sierra | 14 de septiembre de 1948 | Estadio Ramón Tahuichi Aguilera     | 38.500    |
| El Torno FC           | El Torno                | 23 de enero de 2005      | Estadio Municipal de El Torno       | 2.000     |
| Ferroviario           | Santa Cruz de la Sierra | 16 de junio de 1968      | Estadio Edgar Peña                  | 20.000    |
| Florida               | Santa Cruz de la Sierra | 17 de mayo de 1932       | Estadio Municipal Eduardo Guilarte  | ?         |
| Oriente Petrolero "B" | Santa Cruz de la Sierra | 5 de noviembre de 1955   | Estadio Municipal Virgen de Luján   | ?         |
| Real América          | Santa Cruz de la Sierra | 12 de octubre de 1968    | Estadio Edgar Peña                  | 20.000    |
| Sport Boys Warnes     | Warnes                  | 17 de agosto de 1954     | Estadio Samuel Vaca Jiménez         | 9.000     |
| Torre Fuerte          | Santa Cruz de la Sierra | 7 de agosto de 2009      | Estadio Municipal Villa 1.º de Mayo | 7.000     |
| Universidad           | Santa Cruz de la Sierra | 24 de abril de 1954      | Estadio U.A.G.R.M.                  | 1.000     |

## Torneo I

### Primera fase

#### Grupo A
| Pos. | Equipo                | Pts. | PJ | G | E | P | GF | GC | Dif. | Clasificación                  |
| ---- | --------------------- | ---- | -- | - | - | - | -- | -- | ---- | ------------------------------ |
| 1    | Argentinos Juniors    | 18   | 6  | 6 | 0 | 0 | 23 | 4  | +19  | Clasificado al hexagonal final |
| 2    | Torre Fuerte          | 15   | 6  | 5 | 0 | 1 | 15 | 5  | +10  | Clasificado al hexagonal final |
| 3    | Oriente Petrolero "B" | 8    | 6  | 2 | 2 | 2 | 15 | 10 | +5   | Clasificado al hexagonal final |
| 4    | Calleja               | 8    | 6  | 2 | 2 | 2 | 12 | 14 | −2   |                                |
| 5    | Real América          | 7    | 6  | 2 | 1 | 3 | 12 | 14 | −2   |                                |
| 6    | Ferroviario           | 4    | 6  | 1 | 1 | 4 | 9  | 12 | −3   |                                |
| 7    | Sport Boys Warnes     | 0    | 6  | 0 | 0 | 6 | 2  | 29 | −27  |                                |

 Fuente: Asociación Cruceña de Fútbol

#### Resultados
OBS: Los horarios corresponden al huso horario que rige a Bolivia (UTC-4).
| Fecha 1            | Fecha 1   | Fecha 1               | Fecha 1                   | Fecha 1     | Fecha 1 | Fecha 1 |
| Local              | Resultado | Visitante             | Estadio                   | Fecha       | Hora    |         |
| ------------------ | --------- | --------------------- | ------------------------- | ----------- | ------- | ------- |
| Argentinos Juniors | 6 - 0     | Calleja               | Edgar Peña                | 8 de mayo   | 15:30   |         |
| Torre Fuerte       | 1 - 0     | Ferroviario           | Villa 1.º de Mayo         | 9 de junio  | 15:00   |         |
| Real América       | 1 - 3     | Oriente Petrolero "B" | Municipal Virgen de Luján | 12 de junio | 10:00   |         |
| Libre: Sport Boys  |           |                       |                           |             |         |         |

| Fecha 2                      | Fecha 2   | Fecha 2            | Fecha 2    | Fecha 2     | Fecha 2 | Fecha 2 |
| Local                        | Resultado | Visitante          | Estadio    | Fecha       | Hora    |         |
| ---------------------------- | --------- | ------------------ | ---------- | ----------- | ------- | ------- |
| Torre Fuerte                 | 4 - 1     | Real América       | Edgar Peña | 8 de mayo   | 13:30   |         |
| Sport Boys Warnes            | 0 - 3     | Argentinos Juniors | Edgar Peña | 16 de junio | 13:00   |         |
| Calleja                      | 4 - 0     | Ferroviario        | U.A.G.R.M. | 16 de junio | 13:00   |         |
| Libre: Oriente Petrolero "B" |           |                    |            |             |         |         |

| Fecha 3            | Fecha 3   | Fecha 3               | Fecha 3                   | Fecha 3     | Fecha 3 | Fecha 3 |
| Local              | Resultado | Visitante             | Estadio                   | Fecha       | Hora    |         |
| ------------------ | --------- | --------------------- | ------------------------- | ----------- | ------- | ------- |
| Ferroviario        | 1 - 2     | Real América          | Municipal Virgen de Luján | 19 de junio | 9:30    |         |
| Argentinos Juniors | 4 - 1     | Oriente Petrolero "B" | Municipal Virgen de Luján | 19 de junio | 11:30   |         |
| Torre Fuerte       | 4 - 1     | Sport Boys Warnes     | Villa 1.º de Mayo         | 19 de junio | 11:30   |         |
| Libre: Calleja     |           |                       |                           |             |         |         |

| Fecha 4               | Fecha 4   | Fecha 4            | Fecha 4                   | Fecha 4     | Fecha 4 | Fecha 4 |
| Local                 | Resultado | Visitante          | Estadio                   | Fecha       | Hora    |         |
| --------------------- | --------- | ------------------ | ------------------------- | ----------- | ------- | ------- |
| Calleja               | 3 - 0     | Sport Boys Warnes  | Edgar Peña                | 26 de junio | 9:30    |         |
| Torre Fuerte          | 1 - 2     | Argentinos Juniors | U.A.G.R.M.                | 26 de junio | 9:30    |         |
| Oriente Petrolero "B" | 1 - 1     | Ferroviario        | Municipal Virgen de Luján | 30 de junio | 15:00   |         |
| Libre: Real América   |           |                    |                           |             |         |         |

| Fecha 5                   | Fecha 5   | Fecha 5               | Fecha 5                   | Fecha 5    | Fecha 5 | Fecha 5 |
| Local                     | Resultado | Visitante             | Estadio                   | Fecha      | Hora    |         |
| ------------------------- | --------- | --------------------- | ------------------------- | ---------- | ------- | ------- |
| Real América              | 1 - 1     | Calleja               | Edgar Peña                | 3 de julio | 9:30    |         |
| Ferroviario               | 5 - 0     | Sport Boys Warnes     | Municipal Virgen de Luján | 4 de julio | 9:30    |         |
| Torre Fuerte              | 1 - 0     | Oriente Petrolero "B" | Municipal Virgen de Luján | 4 de julio | 11:30   |         |
| Libre: Argentinos Juniors |           |                       |                           |            |         |         |

| Fecha 6             | Fecha 6   | Fecha 6               | Fecha 6                   | Fecha 6     | Fecha 6 | Fecha 6 |
| Local               | Resultado | Visitante             | Estadio                   | Fecha       | Hora    |         |
| ------------------- | --------- | --------------------- | ------------------------- | ----------- | ------- | ------- |
| Sport Boys Warnes   | 1 - 7     | Real América          | Edgar Peña                | 10 de julio | 9:30    |         |
| Argentinos Juniors  | 4 - 2     | Ferroviario           | Municipal Virgen de Luján | 11 de julio | 9:30    |         |
| Calleja             | 3 - 3     | Oriente Petrolero "B" | Municipal Virgen de Luján | 11 de julio | 11:30   |         |
| Libre: Torre Fuerte |           |                       |                           |             |         |         |

| Fecha 7               | Fecha 7   | Fecha 7            | Fecha 7                   | Fecha 7     | Fecha 7 | Fecha 7 |
| Local                 | Resultado | Visitante          | Estadio                   | Fecha       | Hora    |         |
| --------------------- | --------- | ------------------ | ------------------------- | ----------- | ------- | ------- |
| Oriente Petrolero "B" | 7 - 0     | Sport Boys Warnes  | Municipal Virgen de Luján | 15 de julio | 15:00   |         |
| Real América          | 0 - 4     | Argentinos Juniors | Edgar Peña                | 17 de julio | 13:00   |         |
| Torre Fuerte          | 4 - 1     | Calleja            | U.A.G.R.M.                | 17 de julio | 13:00   |         |
| Libre: Ferroviario    |           |                    |                           |             |         |         |

1. ↑  El partido Real América - Oriente Petrolero "B" se jugaría a las 13:00 horas del miércoles 9 de junio, todavía el compromiso fue suspendido debido a que Real América no presentó las pruebas de COVID-19 del plantel. El partido se reanudó para el sábado 12 de junio a las 10:00 horas.
2. ↑  El partido Sport Boys Warnes - Argentinos Juniors no se jugó debido a que Sport Boys no presentó los carnets de sus jugadores. La ACF decidió otorgar los tres puntos del partido a Argentinos Juniors, ganando este por walkover (3-0).

### Grupo B
| Pos. | Equipo           | Pts. | PJ | G | E | P | GF | GC | Dif. | Clasificación                  |
| ---- | ---------------- | ---- | -- | - | - | - | -- | -- | ---- | ------------------------------ |
| 1    | 24 de Septiembre | 14   | 6  | 4 | 2 | 0 | 20 | 5  | +15  | Clasificado al hexagonal final |
| 2    | Academia FC      | 11   | 6  | 3 | 2 | 1 | 11 | 8  | +3   | Clasificado al hexagonal final |
| 3    | Universidad      | 8    | 6  | 2 | 2 | 2 | 15 | 9  | +6   | Clasificado al hexagonal final |
| 4    | Destroyer's      | 6    | 6  | 1 | 3 | 2 | 15 | 16 | −1   |                                |
| 5    | El Torno FC      | 6    | 6  | 1 | 3 | 2 | 5  | 6  | −1   |                                |
| 6    | Deportivo Cooper | 6    | 6  | 2 | 0 | 4 | 7  | 21 | −14  |                                |
| 7    | Florida          | 5    | 6  | 1 | 2 | 3 | 5  | 13 | −8   |                                |

 Fuente: Asociación Cruceña de Fútbol

#### Resultados
OBS: Los horarios corresponden al huso horario que rige a Bolivia (UTC-4).
| Fecha 1            | Fecha 1   | Fecha 1          | Fecha 1           | Fecha 1     | Fecha 1 | Fecha 1 |
| Local              | Resultado | Visitante        | Estadio           | Fecha       | Hora    |         |
| ------------------ | --------- | ---------------- | ----------------- | ----------- | ------- | ------- |
| Deportivo Cooper   | 1 - 0     | Florida          | Villa 1.º de Mayo | 9 de junio  | 11:00   |         |
| Academia FC        | 0 - 5     | 24 de Septiembre | Edgar Peña        | 12 de junio | 9:00    |         |
| Destroyer's        | 1 - 1     | El Torno FC      | Edgar Peña        | 12 de junio | 11:00   |         |
| Libre: Universidad |           |                  |                   |             |         |         |

| Fecha 2          | Fecha 2   | Fecha 2          | Fecha 2           | Fecha 2     | Fecha 2 | Fecha 2 |
| Local            | Resultado | Visitante        | Estadio           | Fecha       | Hora    |         |
| ---------------- | --------- | ---------------- | ----------------- | ----------- | ------- | ------- |
| 24 de Septiembre | 5 - 0     | Deportivo Cooper | Edgar Peña        | 16 de junio | 15:00   |         |
| El Torno FC      | 0 - 0     | Academia FC      | Villa 1.º de Mayo | 16 de junio | 15:00   |         |
| Universidad      | 6 - 2     | Destroyer's      | U.A.G.R.M.        | 16 de junio | 15:00   |         |
| Libre: Florida   |           |                  |                   |             |         |         |

| Fecha 3            | Fecha 3   | Fecha 3          | Fecha 3           | Fecha 3     | Fecha 3 | Fecha 3 |
| Local              | Resultado | Visitante        | Estadio           | Fecha       | Hora    |         |
| ------------------ | --------- | ---------------- | ----------------- | ----------- | ------- | ------- |
| Deportivo Cooper   | 2 - 3     | El Torno FC      | Villa 1.º de Mayo | 19 de junio | 9:30    |         |
| Florida            | 1 - 5     | 24 de Septiembre | U.A.G.R.M.        | 19 de junio | 9:30    |         |
| Academia FC        | 2 - 1     | Universidad      | U.A.G.R.M.        | 19 de junio | 11:30   |         |
| Libre: Destroyer's |           |                  |                   |             |         |         |

| Fecha 4                 | Fecha 4   | Fecha 4          | Fecha 4                   | Fecha 4     | Fecha 4 | Fecha 4 |
| Local                   | Resultado | Visitante        | Estadio                   | Fecha       | Hora    |         |
| ----------------------- | --------- | ---------------- | ------------------------- | ----------- | ------- | ------- |
| El Torno FC             | 1 - 2     | Florida          | Edgar Peña                | 26 de junio | 11:30   |         |
| Universidad             | 1 - 2     | Deportivo Cooper | U.A.G.R.M.                | 26 de junio | 11:30   |         |
| Destroyer's             | 1 - 5     | Academia FC      | Municipal Virgen de Luján | 30 de junio | 13:00   |         |
| Libre: 24 de Septiembre |           |                  |                           |             |         |         |

| Fecha 5            | Fecha 5   | Fecha 5     | Fecha 5    | Fecha 5    | Fecha 5 | Fecha 5 |
| Local              | Resultado | Visitante   | Estadio    | Fecha      | Hora    |         |
| ------------------ | --------- | ----------- | ---------- | ---------- | ------- | ------- |
| 24 de Septiembre   | 1 - 0     | El Torno FC | U.A.G.R.M. | 3 de julio | 9:30    |         |
| Florida            | 1 - 5     | Universidad | U.A.G.R.M. | 3 de julio | 11:30   |         |
| Deportivo Cooper   | 2 - 9     | Destroyer's | Edgar Peña | 3 de julio | 11:30   |         |
| Libre: Academia FC |           |             |            |            |         |         |

| Fecha 6            | Fecha 6   | Fecha 6          | Fecha 6    | Fecha 6     | Fecha 6 | Fecha 6 |
| Local              | Resultado | Visitante        | Estadio    | Fecha       | Hora    |         |
| ------------------ | --------- | ---------------- | ---------- | ----------- | ------- | ------- |
| Destroyer's        | 0 - 0     | Florida          | Edgar Peña | 10 de julio | 11:30   |         |
| Academia FC        | 3 - 0     | Deportivo Cooper | Edgar Peña | 11 de julio | 9:30    |         |
| Universidad        | 2 - 2     | 24 de Septiembre | Edgar Peña | 11 de julio | 11:30   |         |
| Libre: El Torno FC |           |                  |            |             |         |         |

| Fecha 7                 | Fecha 7   | Fecha 7     | Fecha 7                   | Fecha 7     | Fecha 7 | Fecha 7 |
| Local                   | Resultado | Visitante   | Estadio                   | Fecha       | Hora    |         |
| ----------------------- | --------- | ----------- | ------------------------- | ----------- | ------- | ------- |
| Florida                 | 1 - 1     | Academia FC | Municipal Virgen de Luján | 15 de julio | 13:00   |         |
| 24 de Septiembre        | 2 - 2     | Destroyer's | Edgar Peña                | 17 de julio | 15:00   |         |
| El Torno FC             | 0 - 0     | Universidad | U.A.G.R.M.                | 17 de julio | 15:00   |         |
| Libre: Deportivo Cooper |           |             |                           |             |         |         |

1. ↑  El partido Academia FC - Deportivo Cooper no se jugó en el domingo 11 de julio debido a que cinco jugadores de Cooper dieron positivos para el COVID-19 en las pruebas previas al compromiso. La ACF decidió dar la victoria a Academia FC por walkover (3-0).

### Hexagonal final
| Pos. | Equipo                | Pts. | PJ | G | E | P | GF | GC | Dif. | Clasificación                                      |
| ---- | --------------------- | ---- | -- | - | - | - | -- | -- | ---- | -------------------------------------------------- |
| 1    | Argentinos Juniors    | 11   | 5  | 3 | 2 | 0 | 10 | 5  | +5   | Campeón y clasificado a la Copa Simón Bolívar 2021 |
| 2    | Torre Fuerte          | 10   | 5  | 3 | 1 | 1 | 7  | 5  | +2   | Clasificado a la Copa Simón Bolívar 2021           |
| 3    | Academia FC           | 7    | 5  | 2 | 1 | 2 | 6  | 8  | −2   | Clasificado a la Copa Simón Bolívar 2021           |
| 4    | 24 de Septiembre      | 6    | 5  | 1 | 3 | 1 | 4  | 3  | +1   |                                                    |
| 5    | Universidad           | 4    | 5  | 1 | 1 | 3 | 6  | 9  | −3   |                                                    |
| 6    | Oriente Petrolero "B" | 3    | 5  | 1 | 0 | 4 | 6  | 9  | −3   |                                                    |

 Fuente: Asociación Cruceña de Fútbol

#### Resultados
OBS: Los horarios corresponden al huso horario que rige a Bolivia (UTC-4).
| Fecha 1               | Fecha 1   | Fecha 1            | Fecha 1    | Fecha 1     | Fecha 1 | Fecha 1 |
| Local                 | Resultado | Visitante          | Estadio    | Fecha       | Hora    |         |
| --------------------- | --------- | ------------------ | ---------- | ----------- | ------- | ------- |
| Academia FC           | 0 - 0     | 24 de Septiembre   | Edgar Peña | 26 de julio | 11:00   |         |
| Oriente Petrolero "B" | 1 - 2     | Argentinos Juniors | Edgar Peña | 26 de julio | 13:00   |         |
| Universidad           | 1 - 2     | Torre Fuerte       | Edgar Peña | 26 de julio | 15:00   |         |

| Fecha 2      | Fecha 2   | Fecha 2               | Fecha 2    | Fecha 2     | Fecha 2 | Fecha 2 |
| Local        | Resultado | Visitante             | Estadio    | Fecha       | Hora    |         |
| ------------ | --------- | --------------------- | ---------- | ----------- | ------- | ------- |
| Universidad  | 1 - 3     | Oriente Petrolero "B" | Edgar Peña | 29 de julio | 11:00   |         |
| Academia FC  | 1 - 4     | Argentinos Juniors    | Edgar Peña | 29 de julio | 13:00   |         |
| Torre Fuerte | 0 - 0     | 24 de Septiembre      | Edgar Peña | 29 de julio | 15:00   |         |

| Fecha 3               | Fecha 3   | Fecha 3            | Fecha 3    | Fecha 3     | Fecha 3 | Fecha 3 |
| Local                 | Resultado | Visitante          | Estadio    | Fecha       | Hora    |         |
| --------------------- | --------- | ------------------ | ---------- | ----------- | ------- | ------- |
| Academia FC           | 2 - 3     | Torre Fuerte       | Edgar Peña | 4 de agosto | 11:00   |         |
| Oriente Petrolero "B" | 0 - 2     | 24 de Septiembre   | Edgar Peña | 4 de agosto | 13:00   |         |
| Universidad           | 2 - 2     | Argentinos Juniors | Edgar Peña | 4 de agosto | 15:00   |         |

| Fecha 4               | Fecha 4   | Fecha 4            | Fecha 4    | Fecha 4     | Fecha 4 | Fecha 4 |
| Local                 | Resultado | Visitante          | Estadio    | Fecha       | Hora    |         |
| --------------------- | --------- | ------------------ | ---------- | ----------- | ------- | ------- |
| Oriente Petrolero "B" | 1 - 2     | Torre Fuerte       | Edgar Peña | 7 de agosto | 11:00   |         |
| Universidad           | 0 - 1     | Academia FC        | Edgar Peña | 7 de agosto | 13:00   |         |
| 24 de Septiembre      | 1 - 1     | Argentinos Juniors | Edgar Peña | 7 de agosto | 15:00   |         |

| Fecha 5      | Fecha 5   | Fecha 5               | Fecha 5    | Fecha 5      | Fecha 5 | Fecha 5 |
| Local        | Resultado | Visitante             | Estadio    | Fecha        | Hora    |         |
| ------------ | --------- | --------------------- | ---------- | ------------ | ------- | ------- |
| Academia FC  | 2 - 1     | Oriente Petrolero "B" | U.A.G.R.M. | 14 de agosto | 13:00   |         |
| Universidad  | 2 - 1     | 24 de Septiembre      | Edgar Peña | 14 de agosto | 13:00   |         |
| Torre Fuerte | 0 - 1     | Argentinos Juniors    | Edgar Peña | 14 de agosto | 15:00   |         |

#### Premiación
|                                         |
| Argentinos Juniors Campeón (1.° título) |

|                         |                          |
| Torre Fuerte Subcampeón | Academia FC Tercer lugar |

## Torneo II

#### Torneo II
Este torneo se juega en el mismo sistema del Torneo I, con la excepción de que en la primera fase se jugarán partidos interzonales y en dos ruedas, por lo que cada equipo jugará por lo menos 14 partidos.

##### Grupo A
| Pos. | Equipo                | Pts. | PJ | G | E | P | GF | GC | Dif. | Clasificación                  |
| ---- | --------------------- | ---- | -- | - | - | - | -- | -- | ---- | ------------------------------ |
| 1    | Argentinos Juniors    | 29   | 14 | 9 | 2 | 3 | 27 | 13 | +14  | Clasificado a cuartos de final |
| 2    | Destroyer's           | 27   | 14 | 7 | 6 | 1 | 21 | 7  | +14  | Clasificado a cuartos de final |
| 3    | Oriente Petrolero "B" | 22   | 14 | 6 | 4 | 4 | 37 | 14 | +23  | Clasificado a cuartos de final |
| 4    | Universidad           | 21   | 14 | 6 | 3 | 5 | 22 | 19 | +3   | Clasificado a cuartos de final |
| 5    | Calleja               | 14   | 14 | 4 | 2 | 8 | 18 | 27 | −9   |                                |
| 6    | Ferroviario           | 14   | 14 | 3 | 5 | 6 | 10 | 22 | −12  |                                |
| 7    | Real América          | 12   | 14 | 3 | 3 | 8 | 12 | 21 | −9   |                                |

Actualizado a los partidos jugados el 26 de noviembre de 2021.
 Fuente: Asociación Cruceña de Fútbol

##### Grupo B
| Pos. | Equipo            | Pts. | PJ | G  | E | P  | GF | GC  | Dif. | Clasificación                  |
| ---- | ----------------- | ---- | -- | -- | - | -- | -- | --- | ---- | ------------------------------ |
| 1    | 24 de Septiembre  | 33   | 14 | 10 | 3 | 1  | 41 | 11  | +30  | Clasificado a cuartos de final |
| 2    | El Torno FC       | 27   | 14 | 8  | 3 | 3  | 30 | 22  | +8   | Clasificado a cuartos de final |
| 3    | Academia FC       | 22   | 14 | 7  | 1 | 6  | 44 | 21  | +23  | Clasificado a cuartos de final |
| 4    | Deportivo Cooper  | 22   | 14 | 7  | 1 | 6  | 38 | 27  | +11  | Clasificado a cuartos de final |
| 5    | Torre Fuerte      | 19   | 14 | 6  | 1 | 7  | 30 | 19  | +11  |                                |
| 6    | Florida           | 12   | 14 | 3  | 3 | 8  | 24 | 29  | −5   |                                |
| 7    | Sport Boys Warnes | 1    | 14 | 0  | 1 | 13 | 6  | 108 | −102 |                                |

Actualizado a los partidos jugados el 26 de noviembre de 2021.
 Fuente: Asociación Cruceña de Fútbol
| Fecha 1 | Fecha 1            | Fecha 1   | Fecha 1               | Fecha 1                   | Fecha 1         | Fecha 1 |
| Serie   | Local              | Resultado | Visitante             | Estadio                   | Fecha           | Hora    |
| ------- | ------------------ | --------- | --------------------- | ------------------------- | --------------- | ------- |
| A       | Calleja            | 1 - 2     | Real América          | Edgar Peña                | 1 de septiembre | 13:00   |
| A       | Ferroviario        | 0 - 0     | Oriente Petrolero "B" | Municipal Virgen de Luján | 1 de septiembre | 15:00   |
| A       | Argentinos Juniors | 0 - 1     | Universidad           | U.A.G.R.M.                | 2 de septiembre | 15:00   |
| B       | 24 de Septiembre   | 10 - 1    | Sport Boys Warnes     | Municipal Virgen de Luján | 1 de septiembre | 13:00   |
| B       | El Torno FC        | 2 - 1     | Torre Fuerte          | Municipal de El Torno     | 1 de septiembre | 15:00   |
| B       | Academia FC        | 4 - 3     | Florida               | U.A.G.R.M.                | 2 de septiembre | 13:00   |
| IZ      | Destroyer's        | 3 - 0     | Deportivo Cooper      | Edgar Peña                | 2 de septiembre | 15:00   |

| Fecha 2 | Fecha 2               | Fecha 2   | Fecha 2            | Fecha 2                   | Fecha 2         | Fecha 2 |
| Serie   | Local                 | Resultado | Visitante          | Estadio                   | Fecha           | Hora    |
| ------- | --------------------- | --------- | ------------------ | ------------------------- | --------------- | ------- |
| A       | Real América          | 1 - 1     | Ferroviario        | Edgar Peña                | 4 de septiembre | 13:00   |
| A       | Universidad           | 0 - 0     | Destroyer's        | U.A.G.R.M.                | 4 de septiembre | 15:00   |
| A       | Calleja               | 1 - 3     | Argentinos Juniors | Municipal Virgen de Luján | 5 de septiembre | 13:00   |
| B       | Torre Fuerte          | 1 - 1     | Deportivo Cooper   | Edgar Peña                | 4 de septiembre | 13:00   |
| B       | Florida               | 0 - 1     | 24 de Septiembre   | Edgar Peña                | 4 de septiembre | 15:00   |
| B       | Academia FC           | 4 - 1     | El Torno FC        | Municipal de El Torno     | 4 de septiembre | 15:00   |
| IZ      | Oriente Petrolero "B" | 8 - 0     | Sport Boys Warnes  | Municipal Virgen de Luján | 5 de septiembre | 15:00   |

| Fecha 3 | Fecha 3            | Fecha 3   | Fecha 3               | Fecha 3                   | Fecha 3          | Fecha 3 |
| Serie   | Local              | Resultado | Visitante             | Estadio                   | Fecha            | Hora    |
| ------- | ------------------ | --------- | --------------------- | ------------------------- | ---------------- | ------- |
| A       | Argentinos Juniors | 0 - 1     | Ferroviario           | Municipal Virgen de Luján | 11 de septiembre | 13:00   |
| A       | Calleja            | 0 - 2     | Oriente Petrolero "B" | Municipal Virgen de Luján | 11 de septiembre | 15:00   |
| A       | Real América       | 0 - 0     | Destroyer's           | Edgar Peña                | 11 de septiembre | 15:00   |
| B       | Academia FC        | 9 - 0     | Sport Boys Warnes     | Edgar Peña                | 11 de septiembre | 13:00   |
| B       | Florida            | 0 - 3     | Deportivo Cooper      | U.A.G.R.M.                | 11 de septiembre | 13:00   |
| B       | El Torno FC        | 3 - 1     | 24 de Septiembre      | Municipal de El Torno     | 11 de septiembre | 15:00   |
| IZ      | Universidad        | 1 - 0     | Torre Fuerte          | U.A.G.R.M.                | 11 de septiembre | 15:00   |

| Fecha 4 | Fecha 4               | Fecha 4   | Fecha 4          | Fecha 4                   | Fecha 4          | Fecha 4 |
| Serie   | Local                 | Resultado | Visitante        | Estadio                   | Fecha            | Hora    |
| ------- | --------------------- | --------- | ---------------- | ------------------------- | ---------------- | ------- |
| A       | Destroyer's           | 2 - 0     | Ferroviario      | Edgar Peña                | 15 de septiembre | 13:00   |
| A       | Universidad           | 3 - 4     | Calleja          | U.A.G.R.M.                | 15 de septiembre | 15:00   |
| A       | Oriente Petrolero "B" | 2 - 1     | Real América     | Municipal Virgen de Luján | 15 de septiembre | 15:00   |
| B       | Sport Boys Warnes     | 0 - 9     | Florida          | Municipal Virgen de Luján | 15 de septiembre | 13:00   |
| B       | Torre Fuerte          | 1 - 0     | Academia FC      | U.A.G.R.M.                | 15 de septiembre | 13:00   |
| B       | Deportivo Cooper      | 1 - 3     | 24 de Septiembre | Edgar Peña                | 15 de septiembre | 15:00   |
| IZ      | Argentinos Juniors    | 2 - 3     | El Torno FC      | Municipal de El Torno     | 15 de septiembre | 15:30   |

| Fecha 5 | Fecha 5            | Fecha 5   | Fecha 5               | Fecha 5                   | Fecha 5          | Fecha 5 |
| Serie   | Local              | Resultado | Visitante             | Estadio                   | Fecha            | Hora    |
| ------- | ------------------ | --------- | --------------------- | ------------------------- | ---------------- | ------- |
| A       | Argentinos Juniors | 2 - 1     | Real América          | Edgar Peña                | 18 de septiembre | 11:00   |
| A       | Ferroviario        | 1 - 1     | Universidad           | U.A.G.R.M.                | 18 de septiembre | 11:00   |
| A       | Destroyer's        | 1 - 0     | Oriente Petrolero "B" | Municipal Virgen de Luján | 19 de septiembre | 9:00    |
| B       | 24 de Septiembre   | 2 - 1     | Torre Fuerte          | Edgar Peña                | 18 de septiembre | 9:00    |
| B       | El Torno FC        | 3 - 3     | Florida               | Municipal de El Torno     | 18 de septiembre | 15:30   |
| B       | Deportivo Cooper   | 17 - 1    | Sport Boys Warnes     | Municipal Virgen de Luján | 19 de septiembre | 11:00   |
| IZ      | Calleja            | 1 - 4     | Academia FC           | U.A.G.R.M.                | 18 de septiembre | 9:00    |

| Fecha 6 | Fecha 6               | Fecha 6   | Fecha 6            | Fecha 6                   | Fecha 6          | Fecha 6 |
| Serie   | Local                 | Resultado | Visitante          | Estadio                   | Fecha            | Hora    |
| ------- | --------------------- | --------- | ------------------ | ------------------------- | ---------------- | ------- |
| A       | Universidad           | 0 - 1     | Real América       | U.A.G.R.M.                | 25 de septiembre | 11:00   |
| A       | Oriente Petrolero "B" | 1 - 1     | Argentinos Juniors | Municipal Virgen de Luján | 25 de septiembre | 11:00   |
| A       | Calleja               | 1 - 1     | Destroyer's        | Edgar Peña                | 25 de septiembre | 13:00   |
| B       | Torre Fuerte          | 4 - 0     | Florida            | Edgar Peña                | 25 de septiembre | 9:00    |
| B       | Academia FC           | 2 - 3     | Deportivo Cooper   | Municipal Virgen de Luján | 25 de septiembre | 9:00    |
| B       | Sport Boys Warnes     | 1 - 4     | El Torno FC        | Edgar Peña                | 25 de septiembre | 11:00   |
| IZ      | Ferroviario           | 0 - 2     | 24 de Septiembre   | U.A.G.R.M.                | 25 de septiembre | 9:00    |

| Fecha 7 | Fecha 7            | Fecha 7   | Fecha 7               | Fecha 7               | Fecha 7      | Fecha 7 |
| Serie   | Local              | Resultado | Visitante             | Estadio               | Fecha        | Hora    |
| ------- | ------------------ | --------- | --------------------- | --------------------- | ------------ | ------- |
| A       | Argentinos Juniors | 0 - 0     | Destroyer's           | Edgar Peña            | 2 de octubre | 9:00    |
| A       | Universidad        | 3 - 3     | Oriente Petrolero "B" | U.A.G.R.M.            | 2 de octubre | 11:00   |
| A       | Ferroviario        | 2 - 0     | Calleja               | Edgar Peña            | 3 de octubre | 9:00    |
| B       | Torre Fuerte       | 9 - 0     | Sport Boys Warnes     | U.A.G.R.M.            | 2 de octubre | 9:00    |
| B       | 24 de Septiembre   | 1 - 1     | Academia FC           | Edgar Peña            | 2 de octubre | 11:00   |
| B       | El Torno FC        | 1 - 2     | Deportivo Cooper      | Municipal de El Torno | 2 de octubre | 15:30   |
| IZ      | Real América       | 2 - 1     | Florida               | Edgar Peña            | 3 de octubre | 11:00   |

| Fecha 1 | Fecha 1            | Fecha 1   | Fecha 1               | Fecha 1                   | Fecha 1         | Fecha 1 |
| Serie   | Local              | Resultado | Visitante             | Estadio                   | Fecha           | Hora    |
| ------- | ------------------ | --------- | --------------------- | ------------------------- | --------------- | ------- |
| A       | Calleja            | 1 - 2     | Real América          | Edgar Peña                | 1 de septiembre | 13:00   |
| A       | Ferroviario        | 0 - 0     | Oriente Petrolero "B" | Municipal Virgen de Luján | 1 de septiembre | 15:00   |
| A       | Argentinos Juniors | 0 - 1     | Universidad           | U.A.G.R.M.                | 2 de septiembre | 15:00   |
| B       | 24 de Septiembre   | 10 - 1    | Sport Boys Warnes     | Municipal Virgen de Luján | 1 de septiembre | 13:00   |
| B       | El Torno FC        | 2 - 1     | Torre Fuerte          | Municipal de El Torno     | 1 de septiembre | 15:00   |
| B       | Academia FC        | 4 - 3     | Florida               | U.A.G.R.M.                | 2 de septiembre | 13:00   |
| IZ      | Destroyer's        | 3 - 0     | Deportivo Cooper      | Edgar Peña                | 2 de septiembre | 15:00   |

| Fecha 2 | Fecha 2               | Fecha 2   | Fecha 2            | Fecha 2                   | Fecha 2         | Fecha 2 |
| Serie   | Local                 | Resultado | Visitante          | Estadio                   | Fecha           | Hora    |
| ------- | --------------------- | --------- | ------------------ | ------------------------- | --------------- | ------- |
| A       | Real América          | 1 - 1     | Ferroviario        | Edgar Peña                | 4 de septiembre | 13:00   |
| A       | Universidad           | 0 - 0     | Destroyer's        | U.A.G.R.M.                | 4 de septiembre | 15:00   |
| A       | Calleja               | 1 - 3     | Argentinos Juniors | Municipal Virgen de Luján | 5 de septiembre | 13:00   |
| B       | Torre Fuerte          | 1 - 1     | Deportivo Cooper   | Edgar Peña                | 4 de septiembre | 13:00   |
| B       | Florida               | 0 - 1     | 24 de Septiembre   | Edgar Peña                | 4 de septiembre | 15:00   |
| B       | Academia FC           | 4 - 1     | El Torno FC        | Municipal de El Torno     | 4 de septiembre | 15:00   |
| IZ      | Oriente Petrolero "B" | 8 - 0     | Sport Boys Warnes  | Municipal Virgen de Luján | 5 de septiembre | 15:00   |

| Fecha 3 | Fecha 3            | Fecha 3   | Fecha 3               | Fecha 3                   | Fecha 3          | Fecha 3 |
| Serie   | Local              | Resultado | Visitante             | Estadio                   | Fecha            | Hora    |
| ------- | ------------------ | --------- | --------------------- | ------------------------- | ---------------- | ------- |
| A       | Argentinos Juniors | 0 - 1     | Ferroviario           | Municipal Virgen de Luján | 11 de septiembre | 13:00   |
| A       | Calleja            | 0 - 2     | Oriente Petrolero "B" | Municipal Virgen de Luján | 11 de septiembre | 15:00   |
| A       | Real América       | 0 - 0     | Destroyer's           | Edgar Peña                | 11 de septiembre | 15:00   |
| B       | Academia FC        | 9 - 0     | Sport Boys Warnes     | Edgar Peña                | 11 de septiembre | 13:00   |
| B       | Florida            | 0 - 3     | Deportivo Cooper      | U.A.G.R.M.                | 11 de septiembre | 13:00   |
| B       | El Torno FC        | 3 - 1     | 24 de Septiembre      | Municipal de El Torno     | 11 de septiembre | 15:00   |
| IZ      | Universidad        | 1 - 0     | Torre Fuerte          | U.A.G.R.M.                | 11 de septiembre | 15:00   |

| Fecha 4 | Fecha 4               | Fecha 4   | Fecha 4          | Fecha 4                   | Fecha 4          | Fecha 4 |
| Serie   | Local                 | Resultado | Visitante        | Estadio                   | Fecha            | Hora    |
| ------- | --------------------- | --------- | ---------------- | ------------------------- | ---------------- | ------- |
| A       | Destroyer's           | 2 - 0     | Ferroviario      | Edgar Peña                | 15 de septiembre | 13:00   |
| A       | Universidad           | 3 - 4     | Calleja          | U.A.G.R.M.                | 15 de septiembre | 15:00   |
| A       | Oriente Petrolero "B" | 2 - 1     | Real América     | Municipal Virgen de Luján | 15 de septiembre | 15:00   |
| B       | Sport Boys Warnes     | 0 - 9     | Florida          | Municipal Virgen de Luján | 15 de septiembre | 13:00   |
| B       | Torre Fuerte          | 1 - 0     | Academia FC      | U.A.G.R.M.                | 15 de septiembre | 13:00   |
| B       | Deportivo Cooper      | 1 - 3     | 24 de Septiembre | Edgar Peña                | 15 de septiembre | 15:00   |
| IZ      | Argentinos Juniors    | 2 - 3     | El Torno FC      | Municipal de El Torno     | 15 de septiembre | 15:30   |

| Fecha 5 | Fecha 5            | Fecha 5   | Fecha 5               | Fecha 5                   | Fecha 5          | Fecha 5 |
| Serie   | Local              | Resultado | Visitante             | Estadio                   | Fecha            | Hora    |
| ------- | ------------------ | --------- | --------------------- | ------------------------- | ---------------- | ------- |
| A       | Argentinos Juniors | 2 - 1     | Real América          | Edgar Peña                | 18 de septiembre | 11:00   |
| A       | Ferroviario        | 1 - 1     | Universidad           | U.A.G.R.M.                | 18 de septiembre | 11:00   |
| A       | Destroyer's        | 1 - 0     | Oriente Petrolero "B" | Municipal Virgen de Luján | 19 de septiembre | 9:00    |
| B       | 24 de Septiembre   | 2 - 1     | Torre Fuerte          | Edgar Peña                | 18 de septiembre | 9:00    |
| B       | El Torno FC        | 3 - 3     | Florida               | Municipal de El Torno     | 18 de septiembre | 15:30   |
| B       | Deportivo Cooper   | 17 - 1    | Sport Boys Warnes     | Municipal Virgen de Luján | 19 de septiembre | 11:00   |
| IZ      | Calleja            | 1 - 4     | Academia FC           | U.A.G.R.M.                | 18 de septiembre | 9:00    |

| Fecha 6 | Fecha 6               | Fecha 6   | Fecha 6            | Fecha 6                   | Fecha 6          | Fecha 6 |
| Serie   | Local                 | Resultado | Visitante          | Estadio                   | Fecha            | Hora    |
| ------- | --------------------- | --------- | ------------------ | ------------------------- | ---------------- | ------- |
| A       | Universidad           | 0 - 1     | Real América       | U.A.G.R.M.                | 25 de septiembre | 11:00   |
| A       | Oriente Petrolero "B" | 1 - 1     | Argentinos Juniors | Municipal Virgen de Luján | 25 de septiembre | 11:00   |
| A       | Calleja               | 1 - 1     | Destroyer's        | Edgar Peña                | 25 de septiembre | 13:00   |
| B       | Torre Fuerte          | 4 - 0     | Florida            | Edgar Peña                | 25 de septiembre | 9:00    |
| B       | Academia FC           | 2 - 3     | Deportivo Cooper   | Municipal Virgen de Luján | 25 de septiembre | 9:00    |
| B       | Sport Boys Warnes     | 1 - 4     | El Torno FC        | Edgar Peña                | 25 de septiembre | 11:00   |
| IZ      | Ferroviario           | 0 - 2     | 24 de Septiembre   | U.A.G.R.M.                | 25 de septiembre | 9:00    |

| Fecha 7 | Fecha 7            | Fecha 7   | Fecha 7               | Fecha 7               | Fecha 7      | Fecha 7 |
| Serie   | Local              | Resultado | Visitante             | Estadio               | Fecha        | Hora    |
| ------- | ------------------ | --------- | --------------------- | --------------------- | ------------ | ------- |
| A       | Argentinos Juniors | 0 - 0     | Destroyer's           | Edgar Peña            | 2 de octubre | 9:00    |
| A       | Universidad        | 3 - 3     | Oriente Petrolero "B" | U.A.G.R.M.            | 2 de octubre | 11:00   |
| A       | Ferroviario        | 2 - 0     | Calleja               | Edgar Peña            | 3 de octubre | 9:00    |
| B       | Torre Fuerte       | 9 - 0     | Sport Boys Warnes     | U.A.G.R.M.            | 2 de octubre | 9:00    |
| B       | 24 de Septiembre   | 1 - 1     | Academia FC           | Edgar Peña            | 2 de octubre | 11:00   |
| B       | El Torno FC        | 1 - 2     | Deportivo Cooper      | Municipal de El Torno | 2 de octubre | 15:30   |
| IZ      | Real América       | 2 - 1     | Florida               | Edgar Peña            | 3 de octubre | 11:00   |

| Fecha 8 | Fecha 8               | Fecha 8   | Fecha 8            | Fecha 8               | Fecha 8       | Fecha 8 |
| Serie   | Local                 | Resultado | Visitante          | Estadio               | Fecha         | Hora    |
| ------- | --------------------- | --------- | ------------------ | --------------------- | ------------- | ------- |
| A       | Real América          | 1 - 1     | Calleja            | Edgar Peña            | 9 de octubre  | 09:00   |
| A       | Oriente Petrolero "B" | 4 - 0     | Ferroviario        | U.A.G.R.M.            | 10 de octubre | 09:00   |
| A       | Universidad           | 1 - 2     | Argentinos Juniors | U.A.G.R.M.            | 10 de octubre | 11:00   |
| B       | Sport Boys Warnes     | 0 - 8     | 24 de Septiembre   | Edgar Peña            | 9 de octubre  | 11:00   |
| B       | Torre Fuerte          | 3 - 4     | El Torno FC        | Municipal de El Torno | 10 de octubre | 09:00   |
| B       | Florida               | 3 - 0     | Academia FC        | Edgar Peña            | 10 de octubre | 09:00   |
| IZ      | Destroyer's           | 5 - 1     | Deportivo Cooper   | Edgar Peña            | 10 de octubre | 11:00   |

| Fecha 9 | Fecha 9            | Fecha 9   | Fecha 9               | Fecha 9                   | Fecha 9       | Fecha 9 |
| Serie   | Local              | Resultado | Visitante             | Estadio                   | Fecha         | Hora    |
| ------- | ------------------ | --------- | --------------------- | ------------------------- | ------------- | ------- |
| A       | Ferroviario        | 2 - 1     | Real América          | Municipal Virgen de Luján | 16 de octubre | 09:00   |
| A       | Destroyer's        | 3 - 1     | Universidad           | Edgar Peña                | 17 de octubre | 09:00   |
| A       | Argentinos Juniors | 4 - 1     | Calleja               | Edgar Peña                | 17 de octubre | 11:00   |
| B       | Deportivo Cooper   | 3 - 1     | Torre Fuerte          | Edgar Peña                | 16 de octubre | 13:00   |
| B       | 24 de Septiembre   | 4 - 1     | Florida               | Edgar Peña                | 16 de octubre | 11:00   |
| B       | El Torno FC        | 2 - 0     | Academia FC           | Municipal de El Torno     | 16 de octubre | 16:30   |
| IZ      | Sport Boys Warnes  | 0 - 12    | Oriente Petrolero "B" | Municipal Virgen de Luján | 16 de octubre | 11:00   |

| Fecha 10 | Fecha 10              | Fecha 10  | Fecha 10           | Fecha 10                  | Fecha 10      | Fecha 10 |
| Serie    | Local                 | Resultado | Visitante          | Estadio                   | Fecha         | Hora     |
| -------- | --------------------- | --------- | ------------------ | ------------------------- | ------------- | -------- |
| A        | Ferroviario           | 1 - 4     | Argentinos Juniors | Municipal Virgen de Luján | 23 de octubre | 09:00    |
| A        | Oriente Petrolero "B" | 0 - 2     | Calleja            | Municipal Virgen de Luján | 23 de octubre | 11:00    |
| A        | Destroyer's           | 1 - 0     | Real América       | Edgar Peña                | 23 de octubre | 16:30    |
| B        | Sport Boys Warnes     | 0 - 13    | Academia FC        | Edgar Peña                | 23 de octubre | 13:30    |
| B        | Deportivo Cooper      | 3 - 1     | Florida            | Edgar Peña                | 22 de octubre | 13:30    |
| B        | 24 de Septiembre      | 2 - 2     | El Torno FC        | Edgar Peña                | 22 de octubre | 15:30    |
| IZ       | Torre Fuerte          | 3 - 2     | Universidad        | Municipal Virgen de Luján | 26 de octubre | 15:00    |

| Fecha 11 | Fecha 11         | Fecha 11  | Fecha 11              | Fecha 11                  | Fecha 11      | Fecha 11 |
| Serie    | Local            | Resultado | Visitante             | Estadio                   | Fecha         | Hora     |
| -------- | ---------------- | --------- | --------------------- | ------------------------- | ------------- | -------- |
| A        | Calleja          | 0 - 2     | Universidad           | Edgar Peña                | 30 de octubre | 11:00    |
| A        | Ferroviario      | 1 - 1     | Destroyer's           | Municipal Virgen de Luján | 31 de octubre | 11:00    |
| A        | Real América     | 0 - 2     | Oriente Petrolero "B" | Municipal Virgen de Luján | 31 de octubre | 09:00    |
| B        | Florida          | 1 - 1     | Sport Boys Warnes     | Edgar Peña                | 30 de octubre | 09:00    |
| B        | Academia FC      | 3 - 2     | Torre Fuerte          | Edgar Peña                | 31 de octubre | 09:00    |
| B        | 24 de Septiembre | 4 - 0     | Deportivo Cooper      | Edgar Peña                | 30 de octubre | 13:00    |
| IZ       | El Torno FC      | 0 - 2     | Argentinos Juniors    | Municipal de El Torno     | 30 de octubre | 15:30    |

| Fecha 12 | Fecha 12              | Fecha 12  | Fecha 12           | Fecha 12              | Fecha 12       | Fecha 12 |
| Serie    | Local                 | Resultado | Visitante          | Estadio               | Fecha          | Hora     |
| -------- | --------------------- | --------- | ------------------ | --------------------- | -------------- | -------- |
| A        | Real América          | 0 - 2     | Argentinos Juniors | Edgar Peña            | 6 de noviembre | 13:00    |
| A        | Universidad           | 1 - 0     | Ferroviario        | Edgar Peña            | 6 de noviembre | 9:00     |
| A        | Oriente Petrolero "B" | 1 - 1     | Destroyer's        | Edgar Peña            | 7 de noviembre | 11:00    |
| B        | Torre Fuerte          | 0 - 1     | 24 de Septiembre   | Edgar Peña            | 6 de noviembre | 11:00    |
| B        | Florida               | 0 - 0     | El Torno FC        | Municipal 1.º de Mayo | 6 de noviembre | 9:00     |
| B        | Sport Boys Warnes     | 1 - 4     | Deportivo Cooper   | Municipal 1.º de Mayo | 6 de noviembre | 11:00    |
| IZ       | Academia FC           | 1 - 2     | Calleja            | Edgar Peña            | 7 de noviembre | 9:00     |

| Fecha 13 | Fecha 13           | Fecha 13  | Fecha 13              | Fecha 13                  | Fecha 13        | Fecha 13 |
| Serie    | Local              | Resultado | Visitante             | Estadio                   | Fecha           | Hora     |
| -------- | ------------------ | --------- | --------------------- | ------------------------- | --------------- | -------- |
| A        | Real América       | 1 - 4     | Universidad           | Municipal Virgen de Luján | 21 de noviembre | 11:00    |
| A        | Argentinos Juniors | 3 - 1     | Oriente Petrolero "B" | Municipal Virgen de Luján | 21 de noviembre | 9:00     |
| A        | Destroyer's        | 2 - 0     | Calleja               | Edgar Peña                | 20 de noviembre | 9:00     |
| B        | Florida            | 0 - 3     | Torre Fuerte          | Municipal de la Villa D7  | 20 de noviembre | 15:30    |
| B        | Deportivo Cooper   | 1 - 3     | Academia FC           | Municipal de la Villa D7  | 20 de noviembre | 13:30    |
| B        | El Torno FC        | 4 - 1     | Sport Boys Warnes     | Municipal de El Torno     | 20 de noviembre | 15:30    |
| IZ       | 24 de Septiembre   | 1 - 1     | Ferroviario           | Edgar Peña                | 20 de noviembre | 11:00    |

| Fecha 14 | Fecha 14              | Fecha 14  | Fecha 14           | Fecha 14                    | Fecha 14        | Fecha 14 |
| Serie    | Local                 | Resultado | Visitante          | Estadio                     | Fecha           | Hora     |
| -------- | --------------------- | --------- | ------------------ | --------------------------- | --------------- | -------- |
| A        | Destroyer's           | 1 - 2     | Argentinos Juniors | Edgar Peña                  | 24 de noviembre | 15:30    |
| A        | Oriente Petrolero "B" | 1 - 2     | Universidad        | U.A.G.R.M.                  | 24 de noviembre | 11:00    |
| A        | Calleja               | 4 - 0     | Ferroviario        | U.A.G.R.M.                  | 24 de noviembre | 9:00     |
| B        | Sport Boys Warnes     | 0 - 1     | Torre Fuerte       | Municipal Villa 1.º de Mayo | 24 de noviembre | 15:30    |
| B        | Deportivo Cooper      | 0 - 1     | El Torno FC        | Municipal Villa 1.º de Mayo | 24 de noviembre | 13:30    |
| B        | Academia FC           | 0 - 1     | 24 de Septiembre   | Edgar Peña                  | 24 de noviembre | 13:30    |
| IZ       | Florida               | 2 - 1     | Real América       | Edgar Peña                  | 24 de noviembre | 11:30    |

| Fecha 8 | Fecha 8               | Fecha 8   | Fecha 8            | Fecha 8               | Fecha 8       | Fecha 8 |
| Serie   | Local                 | Resultado | Visitante          | Estadio               | Fecha         | Hora    |
| ------- | --------------------- | --------- | ------------------ | --------------------- | ------------- | ------- |
| A       | Real América          | 1 - 1     | Calleja            | Edgar Peña            | 9 de octubre  | 09:00   |
| A       | Oriente Petrolero "B" | 4 - 0     | Ferroviario        | U.A.G.R.M.            | 10 de octubre | 09:00   |
| A       | Universidad           | 1 - 2     | Argentinos Juniors | U.A.G.R.M.            | 10 de octubre | 11:00   |
| B       | Sport Boys Warnes     | 0 - 8     | 24 de Septiembre   | Edgar Peña            | 9 de octubre  | 11:00   |
| B       | Torre Fuerte          | 3 - 4     | El Torno FC        | Municipal de El Torno | 10 de octubre | 09:00   |
| B       | Florida               | 3 - 0     | Academia FC        | Edgar Peña            | 10 de octubre | 09:00   |
| IZ      | Destroyer's           | 5 - 1     | Deportivo Cooper   | Edgar Peña            | 10 de octubre | 11:00   |

| Fecha 9 | Fecha 9            | Fecha 9   | Fecha 9               | Fecha 9                   | Fecha 9       | Fecha 9 |
| Serie   | Local              | Resultado | Visitante             | Estadio                   | Fecha         | Hora    |
| ------- | ------------------ | --------- | --------------------- | ------------------------- | ------------- | ------- |
| A       | Ferroviario        | 2 - 1     | Real América          | Municipal Virgen de Luján | 16 de octubre | 09:00   |
| A       | Destroyer's        | 3 - 1     | Universidad           | Edgar Peña                | 17 de octubre | 09:00   |
| A       | Argentinos Juniors | 4 - 1     | Calleja               | Edgar Peña                | 17 de octubre | 11:00   |
| B       | Deportivo Cooper   | 3 - 1     | Torre Fuerte          | Edgar Peña                | 16 de octubre | 13:00   |
| B       | 24 de Septiembre   | 4 - 1     | Florida               | Edgar Peña                | 16 de octubre | 11:00   |
| B       | El Torno FC        | 2 - 0     | Academia FC           | Municipal de El Torno     | 16 de octubre | 16:30   |
| IZ      | Sport Boys Warnes  | 0 - 12    | Oriente Petrolero "B" | Municipal Virgen de Luján | 16 de octubre | 11:00   |

| Fecha 10 | Fecha 10              | Fecha 10  | Fecha 10           | Fecha 10                  | Fecha 10      | Fecha 10 |
| Serie    | Local                 | Resultado | Visitante          | Estadio                   | Fecha         | Hora     |
| -------- | --------------------- | --------- | ------------------ | ------------------------- | ------------- | -------- |
| A        | Ferroviario           | 1 - 4     | Argentinos Juniors | Municipal Virgen de Luján | 23 de octubre | 09:00    |
| A        | Oriente Petrolero "B" | 0 - 2     | Calleja            | Municipal Virgen de Luján | 23 de octubre | 11:00    |
| A        | Destroyer's           | 1 - 0     | Real América       | Edgar Peña                | 23 de octubre | 16:30    |
| B        | Sport Boys Warnes     | 0 - 13    | Academia FC        | Edgar Peña                | 23 de octubre | 13:30    |
| B        | Deportivo Cooper      | 3 - 1     | Florida            | Edgar Peña                | 22 de octubre | 13:30    |
| B        | 24 de Septiembre      | 2 - 2     | El Torno FC        | Edgar Peña                | 22 de octubre | 15:30    |
| IZ       | Torre Fuerte          | 3 - 2     | Universidad        | Municipal Virgen de Luján | 26 de octubre | 15:00    |

| Fecha 11 | Fecha 11         | Fecha 11  | Fecha 11              | Fecha 11                  | Fecha 11      | Fecha 11 |
| Serie    | Local            | Resultado | Visitante             | Estadio                   | Fecha         | Hora     |
| -------- | ---------------- | --------- | --------------------- | ------------------------- | ------------- | -------- |
| A        | Calleja          | 0 - 2     | Universidad           | Edgar Peña                | 30 de octubre | 11:00    |
| A        | Ferroviario      | 1 - 1     | Destroyer's           | Municipal Virgen de Luján | 31 de octubre | 11:00    |
| A        | Real América     | 0 - 2     | Oriente Petrolero "B" | Municipal Virgen de Luján | 31 de octubre | 09:00    |
| B        | Florida          | 1 - 1     | Sport Boys Warnes     | Edgar Peña                | 30 de octubre | 09:00    |
| B        | Academia FC      | 3 - 2     | Torre Fuerte          | Edgar Peña                | 31 de octubre | 09:00    |
| B        | 24 de Septiembre | 4 - 0     | Deportivo Cooper      | Edgar Peña                | 30 de octubre | 13:00    |
| IZ       | El Torno FC      | 0 - 2     | Argentinos Juniors    | Municipal de El Torno     | 30 de octubre | 15:30    |

| Fecha 12 | Fecha 12              | Fecha 12  | Fecha 12           | Fecha 12              | Fecha 12       | Fecha 12 |
| Serie    | Local                 | Resultado | Visitante          | Estadio               | Fecha          | Hora     |
| -------- | --------------------- | --------- | ------------------ | --------------------- | -------------- | -------- |
| A        | Real América          | 0 - 2     | Argentinos Juniors | Edgar Peña            | 6 de noviembre | 13:00    |
| A        | Universidad           | 1 - 0     | Ferroviario        | Edgar Peña            | 6 de noviembre | 9:00     |
| A        | Oriente Petrolero "B" | 1 - 1     | Destroyer's        | Edgar Peña            | 7 de noviembre | 11:00    |
| B        | Torre Fuerte          | 0 - 1     | 24 de Septiembre   | Edgar Peña            | 6 de noviembre | 11:00    |
| B        | Florida               | 0 - 0     | El Torno FC        | Municipal 1.º de Mayo | 6 de noviembre | 9:00     |
| B        | Sport Boys Warnes     | 1 - 4     | Deportivo Cooper   | Municipal 1.º de Mayo | 6 de noviembre | 11:00    |
| IZ       | Academia FC           | 1 - 2     | Calleja            | Edgar Peña            | 7 de noviembre | 9:00     |

| Fecha 13 | Fecha 13           | Fecha 13  | Fecha 13              | Fecha 13                  | Fecha 13        | Fecha 13 |
| Serie    | Local              | Resultado | Visitante             | Estadio                   | Fecha           | Hora     |
| -------- | ------------------ | --------- | --------------------- | ------------------------- | --------------- | -------- |
| A        | Real América       | 1 - 4     | Universidad           | Municipal Virgen de Luján | 21 de noviembre | 11:00    |
| A        | Argentinos Juniors | 3 - 1     | Oriente Petrolero "B" | Municipal Virgen de Luján | 21 de noviembre | 9:00     |
| A        | Destroyer's        | 2 - 0     | Calleja               | Edgar Peña                | 20 de noviembre | 9:00     |
| B        | Florida            | 0 - 3     | Torre Fuerte          | Municipal de la Villa D7  | 20 de noviembre | 15:30    |
| B        | Deportivo Cooper   | 1 - 3     | Academia FC           | Municipal de la Villa D7  | 20 de noviembre | 13:30    |
| B        | El Torno FC        | 4 - 1     | Sport Boys Warnes     | Municipal de El Torno     | 20 de noviembre | 15:30    |
| IZ       | 24 de Septiembre   | 1 - 1     | Ferroviario           | Edgar Peña                | 20 de noviembre | 11:00    |

| Fecha 14 | Fecha 14              | Fecha 14  | Fecha 14           | Fecha 14                    | Fecha 14        | Fecha 14 |
| Serie    | Local                 | Resultado | Visitante          | Estadio                     | Fecha           | Hora     |
| -------- | --------------------- | --------- | ------------------ | --------------------------- | --------------- | -------- |
| A        | Destroyer's           | 1 - 2     | Argentinos Juniors | Edgar Peña                  | 24 de noviembre | 15:30    |
| A        | Oriente Petrolero "B" | 1 - 2     | Universidad        | U.A.G.R.M.                  | 24 de noviembre | 11:00    |
| A        | Calleja               | 4 - 0     | Ferroviario        | U.A.G.R.M.                  | 24 de noviembre | 9:00     |
| B        | Sport Boys Warnes     | 0 - 1     | Torre Fuerte       | Municipal Villa 1.º de Mayo | 24 de noviembre | 15:30    |
| B        | Deportivo Cooper      | 0 - 1     | El Torno FC        | Municipal Villa 1.º de Mayo | 24 de noviembre | 13:30    |
| B        | Academia FC           | 0 - 1     | 24 de Septiembre   | Edgar Peña                  | 24 de noviembre | 13:30    |
| IZ       | Florida               | 2 - 1     | Real América       | Edgar Peña                  | 24 de noviembre | 11:30    |

##### Cuartos de final - Grupo A
| Pos. | Equipo           | Pts. | PJ | G | E | P | GF | GC | Dif. | Clasificación                 |
| ---- | ---------------- | ---- | -- | - | - | - | -- | -- | ---- | ----------------------------- |
| 1    | 24 de Septiembre | 7    | 3  | 2 | 1 | 0 | 11 | 4  | +7   | Clasificado a las semifinales |
| 2    | Deportivo Cooper | 6    | 3  | 2 | 0 | 1 | 8  | 8  | 0    | Clasificado a las semifinales |
| 3    | El Torno F. C.   | 4    | 3  | 1 | 1 | 1 | 3  | 3  | 0    |                               |
| 4    | Universidad      | 0    | 3  | 0 | 0 | 3 | 3  | 10 | −7   |                               |

 Fuente: Asociación Cruceña de Fútbol
| Fecha 1          | Fecha 1   | Fecha 1          | Fecha 1   | Fecha 1         | Fecha 1 | Fecha 1 |
| Local            | Resultado | Visitante        | Estadio   | Fecha           | Hora    |         |
| ---------------- | --------- | ---------------- | --------- | --------------- | ------- | ------- |
| Deportivo Cooper | 3 - 6     | 24 de Septiembre | U.A.G.R.M | 27 de noviembre | 9:00    |         |
| El Torno F. C.   | 2 - 1     | Universidad      | U.A.G.R.M | 27 de noviembre | 11:00   |         |

| Fecha 2          | Fecha 2   | Fecha 2          | Fecha 2   | Fecha 2        | Fecha 2 | Fecha 2 |
| Local            | Resultado | Visitante        | Estadio   | Fecha          | Hora    |         |
| ---------------- | --------- | ---------------- | --------- | -------------- | ------- | ------- |
| Universidad      | 0 - 4     | 24 de Septiembre | U.A.G.R.M | 1 de diciembre | 15:30   |         |
| Deportivo Cooper | 1 - 0     | El Torno F. C.   | U.A.G.R.M | 1 de diciembre | 13:30   |         |

| Fecha 3        | Fecha 3   | Fecha 3          | Fecha 3    | Fecha 3        | Fecha 3 | Fecha 3 |
| Local          | Resultado | Visitante        | Estadio    | Fecha          | Hora    |         |
| -------------- | --------- | ---------------- | ---------- | -------------- | ------- | ------- |
| Universidad    | 2 - 4     | Deportivo Cooper | U.A.G.R.M  | 4 de diciembre | 11:00   |         |
| El Torno F. C. | 1 - 1     | 24 de Septiembre | Edgar Peña | 4 de diciembre | 11:00   |         |

##### Cuartos de final - Grupo B
| Pos. | Equipo                | Pts. | PJ | G | E | P | GF | GC | Dif. | Clasificación                 |
| ---- | --------------------- | ---- | -- | - | - | - | -- | -- | ---- | ----------------------------- |
| 1    | Argentinos Juniors    | 9    | 3  | 3 | 0 | 0 | 9  | 4  | +5   | Clasificado a las semifinales |
| 2    | Destroyer's           | 6    | 3  | 2 | 0 | 1 | 5  | 2  | +3   | Clasificado a las semifinales |
| 3    | Oriente Petrolero "B" | 1    | 3  | 0 | 1 | 2 | 2  | 5  | −3   |                               |
| 4    | Academia F. C.        | 1    | 3  | 0 | 1 | 2 | 2  | 6  | −4   |                               |

 Fuente: Asociación Cruceña de Fútbol
| Fecha 1               | Fecha 1   | Fecha 1            | Fecha 1            | Fecha 1         | Fecha 1 | Fecha 1 |
| Local                 | Resultado | Visitante          | Estadio            | Fecha           | Hora    |         |
| --------------------- | --------- | ------------------ | ------------------ | --------------- | ------- | ------- |
| Academia FC           | 0 - 2     | Destroyer's        | Municipal de Luján | 27 de noviembre | 9:00    |         |
| Oriente Petrolero "B" | 0 - 2     | Argentinos Juniors | Municipal de Luján | 27 de noviembre | 11:00   |         |

| Fecha 2       | Fecha 2   | Fecha 2               | Fecha 2    | Fecha 2        | Fecha 2 | Fecha 2 |
| Local         | Resultado | Visitante             | Estadio    | Fecha          | Hora    |         |
| ------------- | --------- | --------------------- | ---------- | -------------- | ------- | ------- |
| Academia F.C. | 1 - 1     | Oriente Petrolero "B" | Edgar Peña | 1 de diciembre | 15:30   |         |
| Destroyer's   | 3 - 4     | Argentinos Juniors    | Edgar Peña | 1 de diciembre | 13:30   |         |

| Fecha 3               | Fecha 3   | Fecha 3        | Fecha 3    | Fecha 3        | Fecha 3 | Fecha 3 |
| Local                 | Resultado | Visitante      | Estadio    | Fecha          | Hora    |         |
| --------------------- | --------- | -------------- | ---------- | -------------- | ------- | ------- |
| Oriente Petrolero "B" | 1 - 2     | Destroyer's    | U.A.G.R.M. | 4 de diciembre | 9:00    |         |
| Argentinos Juniors    | 3 - 1     | Academia F. C. | Edgar Peña | 4 de diciembre | 9:00    |         |

##### Semifinales
| Ida; 8 de diciembre, 13:30 | 24 de Septiembre | 1:3 | Destroyer's | Estadio U.A.G.R.M, Santa Cruz de la Sierra |  |

| Vuelta; 11 de diciembre, 11:00 | Destroyer's | 4:0 (Global 7:1) | 24 de Septiembre | Estadio U.A.G.R.M, Santa Cruz de la Sierra |  |

| Ida; 8 de diciembre, 15:30 | Argentinos Juniors | 4:0 | Deportivo Cooper | Estadio U.A.G.R.M, Santa Cruz de la Sierra |  |

| Vuelta; 11 de diciembre, 9:00 | Deportivo Cooper | 0:3 (Global 0:7) | Argentinos Juniors | Estadio U.A.G.R.M, Santa Cruz de la Sierra |  |

### Partido por el tercer lugar
| Ida; 15 de diciembre, 13:30 | 24 de Septiembre | 2:1 | Deportivo Cooper | Estadio Ramón Aguilera Costas, Santa Cruz de la Sierra |  |

### Final
| Vuelta; 15 de diciembre, 15:30 | Destroyer's | 3:2 | Argentinos Juniors | Estadio Ramón Aguilera Costas, Santa Cruz de la Sierra |  |

#### Premiación
|                                  |
| Destroyer's Campeón (9.° título) |

|                               |                               |
| Argentinos Juniors Subcampeón | 24 de Septiembre Tercer lugar |

## Supercopa ACF
| 18 de diciembre, 15:30 | Destroyer's | 0:0 (2:3 p.) | Argentinos Juniors | Estadio Ramón Aguilera Costas, Santa Cruz de la Sierra |  |

| Campeón            |
| ------------------ |
|                    |
| Argentinos Juniors |
| 1.° título         |

## Tablas generales
Durante una entrevista realizada al presidente de la ACF, Noel Montaño, el 24 de diciembre de 2021 en las mismas redes sociales de la organización, informó de las reuniones sostenidas con los demás delegados de la división Primera "A", estableciendo que tras previa socialización y discusión, se acordó que los ocho representantes cruceños a la Copa Bolivia 2022 saldrían de la confección de una tabla general obtenida con la sumatoria de puntos en los dos Torneos de la temporada 2021, siendo los ocho primeros clubes ubicados en esta tabla los representantes departamentales en la primera fase, con la excepción del club Torre Fuerte, cuya participación previa en la Copa Simón Bolívar 2021 le otorgó la posibilidad de comenzar la Copa Bolivia 2022 en su  fase nacional.

### Tabla final acumulativa sin playoffs
| Pos. | Equipo                | Pts. | PJ | G  | E | P  | GF | GC  | Dif. | Clasificación                                          |
| ---- | --------------------- | ---- | -- | -- | - | -- | -- | --- | ---- | ------------------------------------------------------ |
| 1    | 24 de Septiembre      | 47   | 20 | 14 | 5 | 1  | 61 | 20  | +41  | Clasificado a la Copa Bolivia 2022                     |
| 2    | Argentinos Juniors    | 47   | 20 | 15 | 2 | 3  | 50 | 17  | +33  | Clasificado a la Copa Bolivia 2022                     |
| 3    | Torre Fuerte          | 34   | 20 | 11 | 1 | 8  | 45 | 24  | +21  | Clasificado a la fase nacional de la Copa Bolivia 2022 |
| 4    | Academia FC           | 33   | 20 | 10 | 3 | 7  | 55 | 29  | +26  | Clasificado a la Copa Bolivia 2022                     |
| 5    | Destroyer's           | 33   | 20 | 8  | 9 | 3  | 36 | 25  | +11  | Clasificado a la Copa Bolivia 2022                     |
| 6    | El Torno FC           | 33   | 20 | 9  | 6 | 5  | 35 | 28  | +7   | Clasificado a la Copa Bolivia 2022                     |
| 7    | Oriente Petrolero "B" | 30   | 20 | 8  | 6 | 6  | 52 | 24  | +28  | Clasificado a la Copa Bolivia 2022                     |
| 8    | Universidad           | 29   | 20 | 8  | 5 | 7  | 37 | 28  | +9   | Clasificado a la Copa Bolivia 2022                     |
| 9    | Deportivo Cooper      | 28   | 20 | 9  | 1 | 10 | 45 | 48  | −3   | Clasificado a la Copa Bolivia 2022                     |
| 10   | Calleja               | 22   | 20 | 6  | 4 | 10 | 30 | 41  | −11  |                                                        |
| 11   | Real América          | 19   | 20 | 5  | 4 | 11 | 24 | 35  | −11  |                                                        |
| 12   | Ferroviario           | 18   | 20 | 4  | 6 | 10 | 19 | 34  | −15  |                                                        |
| 13   | Florida               | 17   | 20 | 4  | 5 | 11 | 29 | 42  | −13  |                                                        |
| 14   | Sport Boys Warnes     | 1    | 20 | 0  | 1 | 19 | 8  | 137 | −129 |                                                        |

Actualizado a los partidos jugados el 18 de diciembre de 2021.
 Fuente: Asociación Cruceña de Fútbol

### Tabla final acumulativa con playoffs
| Pos. | Equipo                | Pts. | PJ | G  | E | P  | GF | GC  | Dif. | Clasificación                                          |
| ---- | --------------------- | ---- | -- | -- | - | -- | -- | --- | ---- | ------------------------------------------------------ |
| 1    | Argentinos Juniors    | 67   | 28 | 21 | 4 | 3  | 69 | 26  | +43  | Clasificado a la Copa Bolivia 2022                     |
| 2    | 24 de Septiembre      | 60   | 28 | 17 | 9 | 2  | 76 | 27  | +49  | Clasificado a la Copa Bolivia 2022                     |
| 3    | Torre Fuerte          | 44   | 25 | 14 | 2 | 9  | 52 | 29  | +23  | Clasificado a la fase nacional de la Copa Bolivia 2022 |
| 4    | Academia FC           | 41   | 28 | 12 | 5 | 11 | 63 | 43  | +20  | Clasificado a la Copa Bolivia 2022                     |
| 5    | Destroyer's           | 39   | 23 | 10 | 9 | 4  | 41 | 27  | +14  | Clasificado a la Copa Bolivia 2022                     |
| 6    | El Torno FC           | 37   | 23 | 10 | 7 | 6  | 38 | 31  | +7   | Clasificado a la Copa Bolivia 2022                     |
| 7    | Deportivo Cooper      | 34   | 23 | 11 | 1 | 11 | 53 | 56  | −3   | Clasificado a la Copa Bolivia 2022                     |
| 8    | Oriente Petrolero "B" | 34   | 28 | 9  | 7 | 12 | 60 | 38  | +22  | Clasificado a la Copa Bolivia 2022                     |
| 9    | Universidad           | 33   | 28 | 9  | 6 | 13 | 46 | 47  | −1   | Clasificado a la Copa Bolivia 2022                     |
| 10   | Calleja               | 22   | 20 | 6  | 4 | 10 | 30 | 41  | −11  |                                                        |
| 11   | Real América          | 19   | 20 | 5  | 4 | 11 | 24 | 35  | −11  |                                                        |
| 12   | Ferroviario           | 18   | 20 | 4  | 6 | 10 | 19 | 34  | −15  |                                                        |
| 13   | Florida               | 17   | 20 | 4  | 5 | 11 | 29 | 42  | −13  |                                                        |
| 14   | Sport Boys Warnes     | 1    | 20 | 0  | 1 | 19 | 8  | 137 | −129 |                                                        |

 Fuente: Asociación Cruceña de Fútbol